# Friedrich von Bause

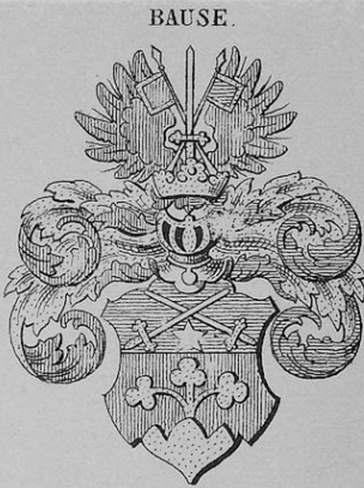
Wappen des Friedrich Ludwig August von Bause

Friedrich Ludwig August Bause, seit 1854 von Bause, (* 23. Mai 1789 in Maastricht, Niederlande; † 16. Dezember 1867 in Braunschweig) war ein braunschweigischer Generalleutnant und Generaladjutant.

## Leben

### Herkunft
Sein Vater war der Regimentschirurg Johann Karl Bause (1740–1814), welcher im April 1776 in die Freimaurerloge „Carl zur gekrönten Säule“ aufgenommen wurde und dort von 1803 an aktives Mitglied war. Dieser starb als pensionierter Generalstabschirurg.

### Militärkarriere
Bause stand ab Ende Mai 1806 zunächst in französischen Diensten und machte im Jahr darauf den Feldzug an der Adriatischen Küste mit. 1808/09 befand er sich in Neapel und trat dann im November als Sergeant im 5. Linien-Regiment in westphälische Dienst über. Anfang Juni 1811 stieg Bause zum Leutnant im 1. leichten Bataillon auf und befand sich 1813 während des Feldzuges in Norddeutschland als Ordonnanzoffizier in der Adjutantur des Generals Wallmoden. Am 14. November 1813 trat er als Titular-Kapitän in das leichte Infanterieregiment der Braunschweigischen Streitkräfte. Kurzzeitig war Bause Kommandeur des Werbedepots in Dömitz und dann Adjutant beim Stab des Feldkorps. Mitte April 1815 wurde er Adjutant des Herzogs Friedrich Wilhelm während des Feldzuges gegen Frankreich.
Nach dem Krieg war Bause ab Februar 1816 wieder beim Stab des Feldkorps und wurde Mitte Mai 1818 zunächst dem 1. Leib-Bataillon sowie Anfang Mai 1822 dem Infanterie-Regiment aggregiert. Am 5. November 1823 erfolgte seine Ernennung zum Adjutanten des Herzogs Karl und am 1. Januar 1826 dessen Flügeladjutant. In gleicher Eigenschaft war Bause ab dem 21. Oktober 1830 bei dessen Nachfolger Herzog Wilhelm tätig. Er rückte bis Ende April 1851 zum Oberst auf und wirkte ab dem 29. April 1854 als Generaladjutant des Herzogs. Dieser erhob Bause am 18. Oktober 1854 in den erblichen braunschweigischen Adelsstand. Nachdem er am 15. Februar 1855 zum Generalmajor befördert worden war, wurde er am 23. April 1865 mit dem Charakter als Generalleutnant zur Disposition gestellt.

### Familie
Bause hatte sich 1819 mit Alwine Schmidt († 1820) verheiratet, mit der er ein totgeborenes Kind hatte. Am 4. Januar 1835 heiratete er in zweiter Ehe in Braunschweig Therese Degener (1812–1890). Aus dieser Ehe gingen vier Kinder hervor:
- Wilhelmine (* 1837) ⚭ 28. Oktober 1865 Otto von Bernewitz (1834–1886), braunschweigischer Kammerherr und Hofmarschall sowie preußischer Generalmajor
- Paul (1840–1915), preußischer Generalmajor, Rechtsritter des Johanniterordens
- Margarethe (* 1843)

⚭ 28. September 1863 Max Ernst († 1892), braunschweigischer Rittmeister
⚭ 18. November 1889 Georg Bierbaum, Kaufmann, preußischer Rittmeister der Landwehr
- Alexander (* 1845), braunschweigischer Rittmeister

## Wappen
Schild: auf goldenem Dreiberg eine grüne Kleestaude mit drei Blättern in rot, darüber im blauen Schildeshaupt ein fünfstrahliger weißer Stern unter zwei schräggekreuzten weißen Schwertern. Helm: zwischen zwei roten Flügeln ein aufgerichtetes Schwert; hinter demselben zwei Fahnen schräggekreuzt, rechts rot, links blau, mit goldenen Einfassungen. Helmdecken: gold-rot, gold-blau.